# Mindorospökuggla
Mindorospökuggla (Ninox mindorensis) är en fågel i familjen ugglor inom ordningen ugglefåglar.

## Utseende och läte
Mindorospökugglan är en ganska liten uggla med en kroppslängd på cirka 20 cm. Den är rätt mörkbrun på huvud och rygg, på bröstet mer rödbrun, med gula ögon och tunna vita ögonbryn som formar ett V. Mindorodvärguven är ungefär jämnstor och har liknande färger, men mindorospökugglan är tunnare tvärbandad över hela kroppen. Arten är mycket mindre än chokladspökugglan utan vitt på bröstet. Sången består av en rätt ljus, fallande sorgesam vissling.

## Utbredning och systematik
Mindorospökuggla återfinns i Filippinerna, på Mindoro. Tidigare fördes arten till luzonspökuggla (Ninox philippensis), då under det svenska trivialnamnet filippinsk spökuggla.

## Status och hot
Mindorospökugglan har en liten världspopulation bestående av uppskattningsvis endast 2 500–10 000 vuxna individer. Den tros också minska i antal till följd av habitatförlust. Fågeln är därför upptagen på internationella naturvårdsunionen IUCN:s röda lista över hotade arter, kategoriserad som sårbar (VU).